# Rally de Portugal de 2015
El Rally de Portugal de 2015, oficialmente 49.º Vodafone Rally de Portugal, fue la cuadragésima novena edición y la quinta ronda de la temporada 2015 del Campeonato Mundial de Rally. Se celebró del 21 al 24 de mayo y contó con un itinerario de 16 tramos sobre tierra que sumaron un total de 351.71 km cronometrados. Fue también la quinta ronda de los campeonatos WRC 2 y WRC 3.
Jari-Matti Latvala se quedó con la victoria con un tiempo de 3:30:35.3 dejando por detrás a Ogier a 8.2s y a Mikkelsen a 28.6s.

## Lista de inscritos
| \| Pilotos principales \| Pilotos principales \| Pilotos principales \| Pilotos principales \| Pilotos principales \| Pilotos principales \| \| No. \| Equipo \| Piloto \| Copiloto \| Coche \| Neu. \| \| ------------------- \| ------------------------------- \| -------------------- \| -------------------- \| ----------------------------- \| ------------------- \| \| 1 \| Volkswagen Motorsport \| Sébastien Ogier \| Julien Ingrassia \| Volkswagen Polo R WRC \| M \| \| 2 \| Volkswagen Motorsport \| Jari-Matti Latvala \| Miikka Anttila \| Volkswagen Polo R WRC \| M \| \| 3 \| Citroën Total Abu Dhabi WRT \| Kris Meeke \| Paul Nagle \| Citroën DS3 WRC \| M \| \| 4 \| Citroën Total Abu Dhabi WRT \| Mads Østberg \| Jonas Andersson \| Citroën DS3 WRC \| M \| \| 5 \| M-Sport Ltd \| Elfyn Evans \| Daniel Barritt \| Ford Fiesta RS WRC \| M \| \| 6 \| M-Sport Ltd \| Ott Tänak \| Raigo Mőlder \| Ford Fiesta RS WRC \| M \| \| 7 \| Hyundai Motorsport \| Thierry Neuville \| Nicolas Gilsoul \| Hyundai i20 WRC \| M \| \| 8 \| Hyundai Motorsport \| Dani Sordo \| Marc Martí \| Hyundai i20 WRC \| M \| \| 9 \| Volkswagen Motorsport II \| Andreas Mikkelsen \| Ola Fløene \| Volkswagen Polo R WRC \| M \| \| 12 \| Citroën Total Abu Dhabi WRT \| Khalid Al Qassimi \| Chris Patterson \| Citroën DS3 WRC \| M \| \| 14 \| RK World Rally Team \| Robert Kubica \| Maciej Szczepaniak \| Ford Fiesta RS WRC \| M \| \| 16 \| Henning Solberg \| Henning Solberg \| Ilka Minor \| Ford Fiesta RS WRC \| M \| \| 20 \| Hyundai Motorsport N \| Hayden Paddon \| John Kennard \| Hyundai i20 WRC \| M \| \| 21 \| Jipocar Czech National Team \| Martin Prokop \| Michal Ernst \| Ford Fiesta RS WRC \| P \| \| 31 \| Yazeed Racing \| Yazeed Al-Rajhi \| Michael Orr \| Ford Fiesta RRC \| M \| \| 32 \| PH Sport \| Stéphane Lefebvre \| Stéphane Prévot \| Citroën DS3 R5 \| M \| \| 33 \| www.Rallyproject.com srl \| Massimiliano Rendina \| Mario Pizzuti \| Mitsubishi Lancer Evolution X \| P \| \| 34 \| Quentin Giordano \| Quentin Giordano \| Valentin Sarreaud \| Citroën DS3 R5 \| M \| \| 36 \| Karl Kruuda \| Karl Kruuda \| Martin Järveoja \| Citroën DS3 R5 \| M \| \| 37 \| FWRT s.r.l. \| Lorenzo Bertelli \| Giovanni Bernacchini \| Ford Fiesta RS WRC \| P \| \| 38 \| Enrico Brazzoli \| Enrico Brazzoli \| Maurizio Barone \| Subaru Impreza WRX STi \| H \| \| 39 \| Saintéloc Junior Team \| Craig Breen \| Scott Martin \| Peugeot 208 T16 R5 \| M \| \| 40 \| Drive Dmack \| Jari Ketomaa \| Kaj Lindström \| Ford Fiesta R5 \| DM \| \| 41 \| Drive Dmack \| Nicolás Fuchs \| Fernando Mussano \| Ford Fiesta R5 \| DM \| \| 42 \| Nasser Al-Attiyah \| Nasser Al-Attiyah \| Matthieu Baumel \| Ford Fiesta RRC \| M \| \| 45 \| TAIF Rally Team \| Radik Shaymiev \| Maxim Tsvetkov \| Ford Fiesta R5 \| M \| \| 45 \| Gianluca Linari \| Gianluca Linari \| Nicola Arena \| Subaru Impreza STi N15 \| P \| \| 51 \| Napoca Rally Academy \| Simone Tempestini \| Matteo Chiarcossi \| Subaru Impreza STi N14 \| P \| \| 52 \| Diego Domínguez \| Diego Domínguez \| Edgardo Galindo \| Ford Fiesta R5 \| DM \| \| 54 \| Didier Arias \| Didier Arias \| Héctor Núñez \| Ford Fiesta R5 \| DM \| \| 75 \| Youth & Sports Qatar Rally Team \| Abdulaziz Al-Kuwari \| Marshall Clarke \| Ford Fiesta RRC \| M \| |                                 |                      |                      |                               |      |
| Pilotos principales |                                 |                      |                      |                               |      |
| No. | Equipo                          | Piloto               | Copiloto             | Coche                         | Neu. |
| 1 | Volkswagen Motorsport           | Sébastien Ogier      | Julien Ingrassia     | Volkswagen Polo R WRC         | M    |
| 2 | Volkswagen Motorsport           | Jari-Matti Latvala   | Miikka Anttila       | Volkswagen Polo R WRC         | M    |
| 3 | Citroën Total Abu Dhabi WRT     | Kris Meeke           | Paul Nagle           | Citroën DS3 WRC               | M    |
| 4 | Citroën Total Abu Dhabi WRT     | Mads Østberg         | Jonas Andersson      | Citroën DS3 WRC               | M    |
| 5 | M-Sport Ltd                     | Elfyn Evans          | Daniel Barritt       | Ford Fiesta RS WRC            | M    |
| 6 | M-Sport Ltd                     | Ott Tänak            | Raigo Mőlder         | Ford Fiesta RS WRC            | M    |
| 7 | Hyundai Motorsport              | Thierry Neuville     | Nicolas Gilsoul      | Hyundai i20 WRC               | M    |
| 8 | Hyundai Motorsport              | Dani Sordo           | Marc Martí           | Hyundai i20 WRC               | M    |
| 9 | Volkswagen Motorsport II        | Andreas Mikkelsen    | Ola Fløene           | Volkswagen Polo R WRC         | M    |
| 12 | Citroën Total Abu Dhabi WRT     | Khalid Al Qassimi    | Chris Patterson      | Citroën DS3 WRC               | M    |
| 14 | RK World Rally Team             | Robert Kubica        | Maciej Szczepaniak   | Ford Fiesta RS WRC            | M    |
| 16 | Henning Solberg                 | Henning Solberg      | Ilka Minor           | Ford Fiesta RS WRC            | M    |
| 20 | Hyundai Motorsport N            | Hayden Paddon        | John Kennard         | Hyundai i20 WRC               | M    |
| 21 | Jipocar Czech National Team     | Martin Prokop        | Michal Ernst         | Ford Fiesta RS WRC            | P    |
| 31 | Yazeed Racing                   | Yazeed Al-Rajhi      | Michael Orr          | Ford Fiesta RRC               | M    |
| 32 | PH Sport                        | Stéphane Lefebvre    | Stéphane Prévot      | Citroën DS3 R5                | M    |
| 33 | www.Rallyproject.com srl        | Massimiliano Rendina | Mario Pizzuti        | Mitsubishi Lancer Evolution X | P    |
| 34 | Quentin Giordano                | Quentin Giordano     | Valentin Sarreaud    | Citroën DS3 R5                | M    |
| 36 | Karl Kruuda                     | Karl Kruuda          | Martin Järveoja      | Citroën DS3 R5                | M    |
| 37 | FWRT s.r.l.                     | Lorenzo Bertelli     | Giovanni Bernacchini | Ford Fiesta RS WRC            | P    |
| 38 | Enrico Brazzoli                 | Enrico Brazzoli      | Maurizio Barone      | Subaru Impreza WRX STi        | H    |
| 39 | Saintéloc Junior Team           | Craig Breen          | Scott Martin         | Peugeot 208 T16 R5            | M    |
| 40 | Drive Dmack                     | Jari Ketomaa         | Kaj Lindström        | Ford Fiesta R5                | DM   |
| 41 | Drive Dmack                     | Nicolás Fuchs        | Fernando Mussano     | Ford Fiesta R5                | DM   |
| 42 | Nasser Al-Attiyah               | Nasser Al-Attiyah    | Matthieu Baumel      | Ford Fiesta RRC               | M    |
| 45 | TAIF Rally Team                 | Radik Shaymiev       | Maxim Tsvetkov       | Ford Fiesta R5                | M    |
| 45 | Gianluca Linari                 | Gianluca Linari      | Nicola Arena         | Subaru Impreza STi N15        | P    |
| 51 | Napoca Rally Academy            | Simone Tempestini    | Matteo Chiarcossi    | Subaru Impreza STi N14        | P    |
| 52 | Diego Domínguez                 | Diego Domínguez      | Edgardo Galindo      | Ford Fiesta R5                | DM   |
| 54 | Didier Arias                    | Didier Arias         | Héctor Núñez         | Ford Fiesta R5                | DM   |
| 75 | Youth & Sports Qatar Rally Team | Abdulaziz Al-Kuwari  | Marshall Clarke      | Ford Fiesta RRC               | M    |

## Itinerario
| Día                | Tramo | Nombre               | Distancia | Ganador de la etapa | Coche                 | Tiempo          | Líder de la general |
| ------------------ | ----- | -------------------- | --------- | ------------------- | --------------------- | --------------- | ------------------- |
| Día 1 (21–22 mayo) | SS1   | SSS Lousada          | 3.36 km   | Andreas Mikkelsen   | Volkswagen Polo R WRC | 2:41.1          | Andreas Mikkelsen   |
| Día 1 (21–22 mayo) | SS2   | Ponte de Lima 1      | 27.53 km  | Dani Sordo          | Hyundai i20 WRC       | 19:41.5         | Dani Sordo          |
| Día 1 (21–22 mayo) | SS3   | Caminha 1            | 18.05 km  | Mads Østberg        | Citroën DS3 WRC       | 10:48.9         | Andreas Mikkelsen   |
| Día 1 (21–22 mayo) | SS4   | Viana do Castelo 1   | 18.73 km  | Jari-Matti Latvala  | Volkswagen Polo R WRC | 11:38.3         | Jari-Matti Latvala  |
| Día 1 (21–22 mayo) | SS5   | Ponte de Lima 2      | 27.53 km  | Etapa cancelada     | Etapa cancelada       | Etapa cancelada | Jari-Matti Latvala  |
| Día 1 (21–22 mayo) | SS6   | Caminha 2            | 18.05 km  | Sébastien Ogier     | Volkswagen Polo R WRC | 10:49.6         | Jari-Matti Latvala  |
| Día 1 (21–22 mayo) | SS7   | Viana do Castelo 2   | 18.73 km  | Jari-Matti Latvala  | Volkswagen Polo R WRC | 11:30.1         | Jari-Matti Latvala  |
| Día 2 (23 mayo)    | SS8   | Baião 1              | 18.57 km  | Andreas Mikkelsen   | Volkswagen Polo R WRC | 11:48.3         | Jari-Matti Latvala  |
| Día 2 (23 mayo)    | SS9   | Marão 1              | 26.30 km  | Kris Meeke          | Citroën DS3 WRC       | 17:11.1         | Jari-Matti Latvala  |
| Día 2 (23 mayo)    | SS10  | Fridão 1             | 37.67 km  | Kris Meeke          | Citroën DS3 WRC       | 25:40.5         | Jari-Matti Latvala  |
| Día 2 (23 mayo)    | SS11  | Baião 2              | 18.57 km  | Sébastien Ogier     | Volkswagen Polo R WRC | 11:43.0         | Jari-Matti Latvala  |
| Día 2 (23 mayo)    | SS12  | Marão 2              | 26.30 km  | Sébastien Ogier     | Volkswagen Polo R WRC | 16:58.7         | Jari-Matti Latvala  |
| Día 2 (23 mayo)    | SS13  | Fridão 2             | 37.67 km  | Sébastien Ogier     | Volkswagen Polo R WRC | 25:17.9         | Jari-Matti Latvala  |
| Día 3 (24 May)     | SS14  | Fafe 1               | 11.15 km  | Sébastien Ogier     | Volkswagen Polo R WRC | 6:49.8          | Jari-Matti Latvala  |
| Día 3 (24 May)     | SS15  | Vieira do Minho      | 32.35 km  | Jari-Matti Latvala  | Volkswagen Polo R WRC | 20:38.7         | Jari-Matti Latvala  |
| Día 3 (24 May)     | SS16  | Fafe 2 (Power Stage) | 11.15 km  | Sébastien Ogier     | Volkswagen Polo R WRC | 6:43.0          | Jari-Matti Latvala  |

### Power Stage
El power stage al igual que en las anteriores carreras fue la última etapa del rally y tuvo un recorrido total de 11.15 km.
| Pos. | Piloto             | Automóvil             | Tiempo | Dif. | Puntos |
| ---- | ------------------ | --------------------- | ------ | ---- | ------ |
| 1    | Sébastien Ogier    | Volkswagen Polo R WRC | 6:43.0 | 0.0  | 3      |
| 2    | Jari-Matti Latvala | Volkswagen Polo R WRC | 6:45.2 | +2.2 | 2      |
| 3    | Andreas Mikkelsen  | Volkswagen Polo R WRC | 6:47.0 | +4.0 | 1      |

## Clasificación final
| Pos.                  | No.                   | Piloto                | Copiloto              | Equipo                         | Coche                 | Tiempo                | Diferencia            | Puntos                |                       |
| Clasificación General | Clasificación General | Clasificación General | Clasificación General | Clasificación General          | Clasificación General | Clasificación General | Clasificación General | Clasificación General | Clasificación General |
| --------------------- | --------------------- | --------------------- | --------------------- | ------------------------------ | --------------------- | --------------------- | --------------------- | --------------------- | --------------------- |
| 1                     | 2                     | Jari-Matti Latvala    | Miikka Anttila        | Volkswagen Motorsport          | Volkswagen Polo R WRC | 3:30:35.3             |                       | 28                    |                       |
| 2                     | 1                     | Sébastien Ogier       | Julien Ingrassia      | Volkswagen Motorsport          | Volkswagen Polo R WRC | 3:30:43.5             | +8.2                  | 21                    |                       |
| 3                     | 9                     | Andreas Mikkelsen     | Mikko Markkula        | Volkswagen Motorsport II       | Volkswagen Polo R WRC | 3:31:03.9             | +28.6                 | 16                    |                       |
| 4                     | 3                     | Kris Meeke            | Paul Nagle            | Citroën Total Abu Dhabi WRT    | Citroën DS3 WRC       | 3:31:24.0             | +48.7                 | 12                    |                       |
| 5                     | 6                     | Ott Tänak             | Raigo Mõlder          | M-Sport World Rally Team       | Ford Fiesta RS WRC    | 3:32:32.1             | +1:56.8               | 10                    |                       |
| 6                     | 8                     | Dani Sordo            | Marc Martí            | Hyundai Motorsport             | Hyundai i20 WRC       | 3:33:03.2             | +2:27.9               | 8                     |                       |
| 7                     | 4                     | Mads Østberg          | Jonas Andersson       | Citroën Total Abu Dhabi WRT    | Citroën DS3 WRC       | 3:33:07.5             | +2:32.2               | 6                     |                       |
| 8                     | 20                    | Hayden Paddon         | John Kennard          | Hyundai Shell World Rally Team | Hyundai i20 WRC       | 3:33:29.6             | +2:54.3               | 4                     |                       |
| 9                     | 14                    | Robert Kubica         | Maciej Szczepaniak    | RK M-Sport World Rally Team    | Ford Fiesta RS WRC    | 3:35:14.4             | +4:39.1               | 2                     |                       |
| 10                    | 21                    | Martin Prokop         | Jan Tománek           | Jipocar Czech National Team    | Ford Fiesta RS WRC    | 3:38:06.5             | +7:31.2               | 1                     |                       |